# First Love Limited.
First Love Limited. (初恋限定?, Hatsukoi Limited) è un manga shōnen giapponese creato da Mizuki Kawashita. Fece la sua prima apparizione il 1º ottobre 2007 sulle pagine della rivista Weekly Shōnen Jump ed in seguito è stato raccolto in quattro volumi tankōbon. L'edizione italiana è stata pubblicata da Panini Comics in quattro volumi fedeli all'originale, usciti tra il 25 febbraio e il 26 agosto 2010.
Un adattamento anime è stato prodotto da J.C.Staff e trasmesso in Giappone per dodici episodi dall'11 aprile al 27 giugno 2009.

## Trama
Il manga racchiude diverse storie brevi che parlano di otto ragazze. La storia principale però è basata sui personaggi di Ayumi, Mamoru, Misao e Misaki.

## Personaggi
Ayumi Arihara (有原あゆみ?, Arihara Ayumi)
Studentessa delle medie al secondo anno. È la protagonista del primo capitolo. È alta 152cm e nella sua classe è la seconda ragazza più veloce.
Kei Enomoto (江ノ本慧?, Enomoto Kei)
La protagonista del quarto capitolo. È una delle amiche di Ayumi, al suo stesso anno di scuola media. Sembra essere molto popolare tra i ragazzi a causa del suo viso maturo. Vede però queste attenzioni verso di lei come dannosi e problematiche, e crede che sia difficile dichiararsi quando i sentimenti non sono ricambiati. Ha una relazione di odio-amore con Kusuda.
Koyoi Bessho (別所小宵?, Bessho Koyoi)
La protagonista del settimo capitolo. Anche lei amica di Ayumi e sua compagna di classe, è attratta da suo fratello.
Rika Dobashi (土橋りか?, Dobashi Rika)
La protagonista del quinto capitolo. Compagna di classe di Ayumi, eccelle in atletica e sembra essere colei che comanda nel gruppo. Le piace far irritare gli altri.
Nao Chikura (千倉名央?, Chikura Nao)
Anche lei amica di Ayumi e sua compagna di classe, Nao è invidiosa delle attenzioni che le persone hanno per Kei. Assieme a Koyoi, per paura di Misao decide di non tornare a casa in compagnia di Ayumi.
Mamoru Zaitsu (財津衛?, Zaitsu Mamoru)
Un ragazzo che sogna di diventare paramedico, è anche lui nella classe delle ragazze. È il fratello di Misao.
Kusuda (楠田?, Kusuda)
L'amico pervertito di Mamoru. È molto interessato a Misaki e non vede niente di speciale in Ayumi.
Terai (寺井?, Terai)
Membro del club di tennis a scuola, Terai è bravo anche in atletica, anche grazie all'aiuto di Dobashi, ragazza di cui si innamora.
Sogabe (曽我部?, Sogabe)
È un amico di Kusuda. A Sogabe piace Nao e cerca spesso di avvicinarsi a lei e di creare la giusta atmosfera per dichiararsi.